# 航海日誌

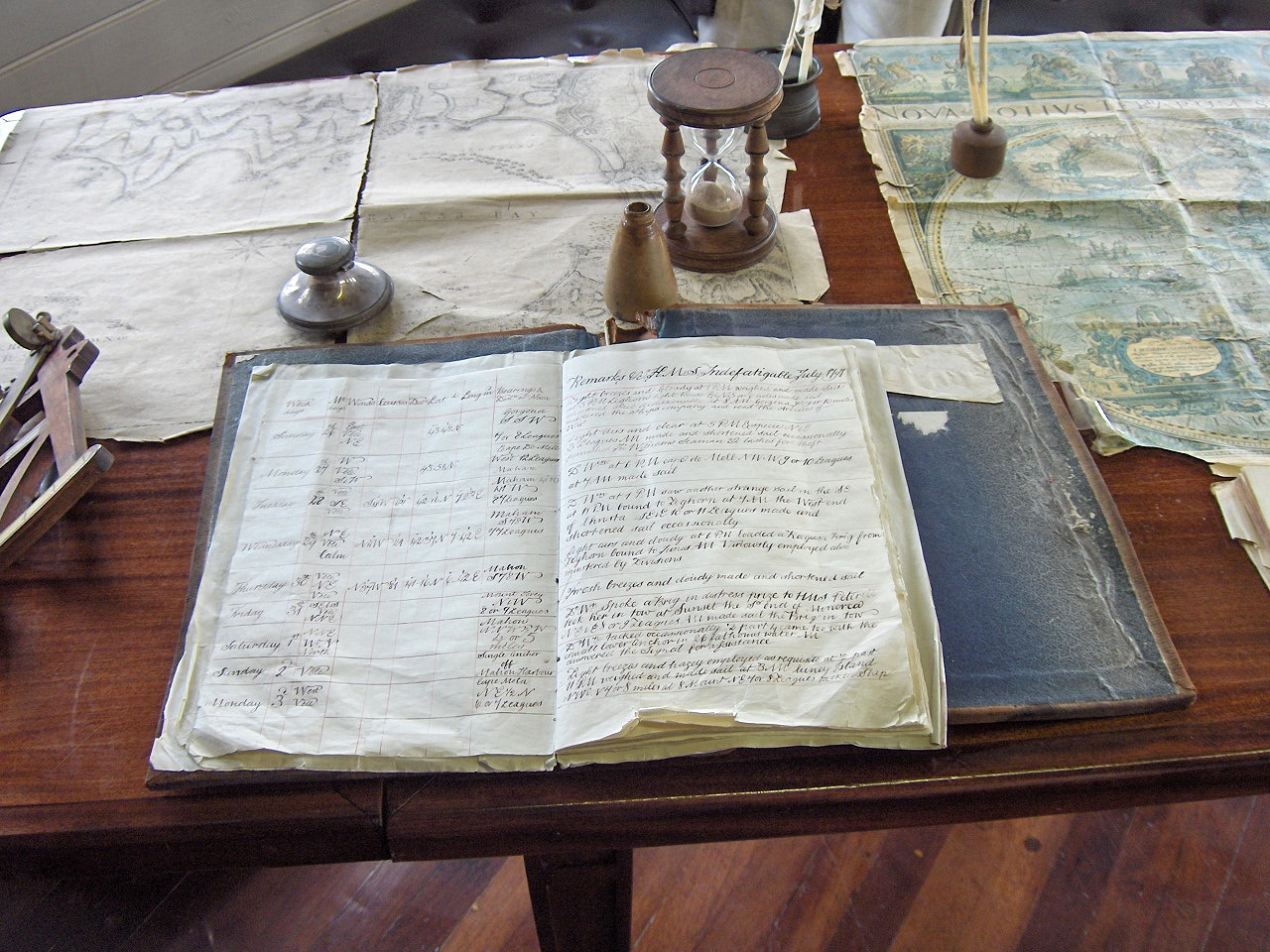
イギリス海軍の帆走フリゲート、Grand Turk の航海日誌。

航海日誌（こうかいにっし、英: logbook）は、船舶の運航に関する記録を書き記した日誌。

## 概要
ほとんどの船舶や軍艦では、所属国の法的定めにより航行中は継続的に記載し続けることが義務づけられている。
航海日誌を意味する 英語: logbook は、もともとは木片（Log、丸太）・測程儀(Chip log)によって読み取った船の速度の記録帳簿を意味していた。これを用いれば、一定の時間の中で船がどれ程の距離を進んだかを算出することができた。また、一定の時間にこの記録を取り続けることによって、出港地からの航行距離を知ることもできた。
今日、英語で「ship's log (船のログ)」と呼ばれている航海日誌には、この他にも様々な種類の情報が盛り込まれており、船舶や潜水艦に関する運行データの記録として、天候、日常業務が行なわれたり突発的な出来事が発生した時刻、乗組員の交代や寄港場所の日時などが記される。航海日誌への書き込みは、伝統的航海術には必須であり、少なくとも毎日1回以上、記入しなければならない。
ほとんどの国において、海運当局や海軍当局は、日々の出来事を記録し、万一、無線通信、レーダー、GPSなどが故障しても乗組員たちが航海を続けられるように、航海日誌が書き続けられるべきことを定めている。航空事故におけるブラックボックスと同じように、航海日誌の詳細な検討は海難審判などにおいて重要な役割を果たすことになる（メアリー・セレスト号の記事を参照）。海難事故等をめぐる民事上の法的争いにおいても、航海日誌の記載内容はしばしば重大な意味を持つ。
商船でも、海軍艦艇でも、船のコース、速度、位置、その他のデータを記入した「ラフ・ログ (rough log) 」とか「スクラップ・ログ (scrap log) 」と称する最初の下書きをまず作成し、それを書き写して「スムーズ・ログ (smooth log) 」とか「オフィシャル・ログ (official log) 」と称する決定版の記録を作成する。ラフ・ログに記された内容は変更されることもあり得るが、スムーズ・ログは決定版であり、記述の消去などは許されない。公的な航海日誌の記述に変更や修正を加える場合には、権限のある記入者が、頭文字などを書き入れて誰による加筆か分かるようにした上で、加筆後も、削除、修正された記述が読めるような形で加筆を行なう。
つけペンではインク瓶が船の傾きによって倒れて不便なため、船員の間では万年筆が早くから普及していた。

## 日本法による航海日誌
日本船舶及び船員法施行規則第1条に定める日本船舶以外の船舶においては、船長は航海日誌を船内に備え付けておかなければならず（船員法第18条）、最後の記載をした日から3年を経過する日まで、なお船内に備え置かなければならない（船員法施行規則第11条4項）。
航海日誌は、船員法施行規則第二号書式に則り、以下の事項を記載しなければならない（船員法施行規則第11条1項、2項）。
第一表
表紙。船舶の名称を記載する。
第二表
以下の事項を記載する。
- 船舶番号
- 船籍港
- 総トン数 - 国際総トン数証書又は国際トン数確認書の交付を受けている日本船舶にあっては、総トン数に国際総トン数を付記すること。
- 航行区域又は従業制限及び従業区域
- 船舶の用途 - 旅客船、貨物船、油送船、漁船等の別及び漁船にあっては、従事する漁業の種類を記載すること。
- 主機の種類及び箇数
- 主機の出力 - 連続最大出力（キロワット）を記載すること。
- 船舶所有者の住所及び氏名又は名称
- 船長の住所及び氏名

第三表
官庁記事 - 記載した事項について官庁の認証を受ける。
第四表
航海の概要を記載する。
- 航海の概要欄には、出入した港の名称及び船長が必要と認める航海の概要を記載すること。
- 国内各港間のみを航海する船舶にあっては、通常航海する航路が定まっているときは、臨時の航路に就航する場合を除き、当該航路の概要を記載すれば足り、航海ごとに記載することを要しない。
- 漁船にあっては、上記の事項のほか操業海域をも記載すること。ただし、主たる操業海域が定まっているときは、臨時に操業海域を変更する場合を除き、発航港、到達港、主たる操業海域及び操業期間を記載すれば足り、航海ごとに記載することを要しない。

第五表
船員法施行規則第11条2項各号に掲げる場合（以下の場合）その他必要な場合に記載すること。 
- 規則第2条の2の規定により操舵設備について検査を行ったとき。
- 法第14条ただし書の規定により遭難船舶等を救助しなかったとき。
- 法第14条の3第2項の規定による操練を行い、又は行うことができなかったとき。
- 規則第3条の7第1項第1号から第11号までの規定により水密を保持すべき水密戸等を開放し、若しくは閉じ、又は第3条の8の規定により点検したとき。
- 規則第3条の9の規定により救命設備の点検整備を行ったとき。
- 規則第3条の12の規定により訓練を行ったとき。
- 規則第3条の16ただし書の規定により船舶自動識別装置を作動させておかなかったとき。
- 規則第3条の17ただし書の規定により船舶長距離識別追跡装置を作動させておかなかったとき。
- 法第15条から第17条まで又は法第22条から第29条までの規定により処置したとき。 - 懲戒したことを記載する場合には、取調べに立ち会った者に署名押印させること
- 法第19条各号のいずれかに該当したとき。
- 法第20条又は商法第707条の規定により船長以外の者が船長の職務を行ったとき。
- 船員労働安全衛生規則第45条第2項の規定により自蔵式呼吸具、送気式呼吸具及び空気圧縮機の点検を行ったとき。
- 船員労働安全衛生規則第71条第2項第8号の規定により検知を行ったとき。
- 危険物船舶運送及び貯蔵規則第198条第3項の規定により貨物タンクの圧力逃し弁の設定圧力の変更を行ったとき。
- 危険物船舶運送及び貯蔵規則第389条の5の規定により燃料タンクの圧力逃がし弁と当該タンクとの間の空気管の流路の遮断を行ったとき。
- 船内において出生又は死産があったとき。
- 海員その他船内にある者による犯罪があったとき。
- 労働関係に関する争議行為があったとき。
- 国際航海に従事する船舶において事故その他の理由による例外的な船舶発生廃棄物（海洋汚染等及び海上災害の防止に関する法律第10条の3第1項に規定する船舶発生廃棄物をいう。）の排出を行ったとき（海洋汚染等及び海上災害の防止に関する法律施行規則第12条の2の44ただし書の場合を除く。）。
- 国際航海に従事する船舶（海洋汚染等及び海上災害の防止に関する法律施行規則第12条の17の5の2ただし書の船舶を除く。）が海洋汚染等及び海上災害の防止に関する法律施行令第11条の7の表第一号上欄に掲げる海域に入域し、若しくは当該海域から出域するとき又は当該海域内において原動機を始動し、若しくは停止するとき。
- 海洋汚染等及び海上災害の防止に関する法律第19条の21第1項の規定により、海洋汚染等及び海上災害の防止に関する法律施行令第11条の10の表第一号上欄に掲げる海域に入域する場合であって、同号下欄に掲げる基準に適合する燃料油の使用を開始するとき。
- 国際航海に従事する船舶が海洋汚染等及び海上災害の防止に関する法律施行令別表第一の五に掲げる南極海域又は北極海域に入域し、若しくは当該海域から出域するとき又は当該海域において海氷の密接度が変化するとき。

第六表~第八表
船内において出産、死亡、死産があった場合に、戸籍法上の記載に準じて法定の事項を記載する。
航海日誌は、外国語によって作成することができる（船員法施行規則第11条3項）。平成14年7月の改正法施行前は行政手続き上、日本語のみを取り扱ってきたが、日本船主協会から英語による記載を認めてほしいとの要望があったことから、法改正が行われた。なお、船員法第19条の規定により船長が航行の報告を国土交通大臣に対して行う場合、航海日誌を提示しなければならないが、日本語若しくは英語以外の言語で航海日誌を作成した場合は翻訳者を明らかにした日本語又は英語による訳文を添付するものとする（船員法施行規則第14条）。

## フィクション作品の中で
- 航海日誌やそれに類するログを読み進むという表現方法は、ストーリーを説明する手法として、サイエンス・フィクションや海洋冒険もので用いられている。
- テレビ・ドラマ『ホーンブロワー 海の勇者』シリーズでは、筋の展開を説明し、ストーリーをリアルに見せる目的で、航海日誌が用いられている。
- スタートレック・シリーズでは、艦長の書く「航海日誌（Captain's log）」が番組冒頭のナレーションに用いられており、船長の心境を表すと共に、視聴者への状況の説明として使われている。また、番組の終了間際に「航海日誌補足」がエピローグや後日談として語られる。シリーズによっては「航星日誌」と訳されていることもある。

## 航海日誌以外の logbook
もともと航海日誌を意味した 英語: logbook は、やがて他の様々な営みに関しても用いられるようになった。
漁業においては、法規に従って漁獲高を記録する帳簿を「ログブック」と呼ぶ。漁の後、この帳簿は、当該漁船の帰属国の当局に提出される。
（航空機関連概念は船舶関連概念と重なっており）航空機のパイロットは、各自のフライト（飛行）の内容、フライト中に起きたことなどを記した「航空機乗組員飛行日誌」（航空日誌）を記録し続けることが義務づけられている（米国では連邦航空法FAR part 61.51、合同航空当局 (Joint Aviation Authorities) に加わっているヨーロッパ諸国では統合航空規則JAR-OPS 1.970に定められている）。パイロットは、資格や評価の基準に適合していることを示すため、また、当面の必要に応じて、飛行時間を記録することが義務づけられている。
軍事用語としてのログブックは、公的かつ法的に義務づけられた一連の記録文書である。個々の書類は、通常は日付順にまとめられ、重要な出来事や行動の時刻を記録しておくようになっている。
イギリスでは、自動車登録に必要とされる書式「V5C」を、かつて「ログブック」と称しており、現在も口語表現でそのように言及することがある。
無線局においては無線業務日誌のことであり、通信の日時・通信相手・通信内容などを記録する。日本でも電波法令により一部の無線局に無線業務日誌の備付けが義務付けられている。電波法令上の義務とは別に業務無線では、条例や社則などにより無線業務日誌を備え付ける無線局もある。
アマチュア無線では、1992年（平成4年）に備付けが省略されたがコンテストやアワード取得などの活動には必須である。支援用ソフトウェアもいくつか存在する。
原子力発電所や粒子加速器のような複雑な機械では、コンピュータを用いたエレクトロニック・ログブック (electronic logbook) がますます用いられるようになっている。
コンピュータのオペレーティングシステム（OS）は、さまざまな動作を、OS内部のログファイル（log file）に時系列で、一定の形式で、細かに記録しつづけている。OSはこうしたログファイルを「自己診断」や「自己修復」のために利用する。また人間のエンジニアも、システムに不調が生じた際にその原因を知りたい場合や、セキュリティ上の疑義が生じた場合などに確認するということを行っておりログのおかげで不正使用や不正侵入が判明する。企業の情報システムがサイバー攻撃を受けそれに関する提訴が行われた場合は、攻撃があったことの証拠、犯人が誰なのかなどを示す確たる証拠として裁判所に提出されることもある。
また、我々が普段接している「ブログ」は、「web(を記録する)Logbook」を指すネットスラングが普通名詞化したものである。